# Eupithecia muralla
Eupithecia muralla là một loài bướm đêm trong họ Geometridae.